# Транспорт в Швеции
В Швеции представлены все виды транспорта.
Крупными перевозчиками являются государственная пассажирская компания SJ AB, датско-британская компания DSBFirst, грузовая компания Green Cargo и Tågkompaniet. В стране 11 663 км железнодорожных путей, почти полностью стандартной ширины колеи.
Трамваи используются в Гётеборге, Норрчёпинге и Стокгольме. Метрополитен есть только в столице.
По железной дороге можно попасть в Данию (через Эресуннский мост), Финляндию и Норвегию.
В Швеции правостороннее движение с 1967 года. По состоянию на 2009 год в Швеции 572 900 км автодорог.
Автомагистрали соединяют Стокгольм и Гётеборг, Уппсалу и Уддеваллу.
Швеция имеет выход в Балтийское море, а через пролив Скагеррак и в Северное море, функционируют порты.
Протяжённость внутренних водных путей более 2 тыс. км, в том числе Гёта-канала — 390 км.
Аэропорты имеются во всех крупных городах.
По территории Швеции проходит газопровод.